# Morgan Powell
Morgan Edward Powell (* 7. Januar 1938 in Graham/Texas) ist ein US-amerikanischer Komponist und Posaunist.
Powell studierte Komposition bei Ed Summerlin, Samuel Adler, Kenneth Gaburo und Sal Martirano. Er unterrichtete von 1960 bis 1964 bei den Stan Kenton Clinics sowie  von 1961 bis 1963 an der North Texas University und von 1963 bis 1964 am Berklee College of Music. Von 1966 bis zu seiner Emeritierung 1994 war er Professor an der University of Illinois at Urbana-Champaign, wo er zwischen 1978 und 1983 das Institut für Komposition und Musiktheorie leitete.
In seinen Kompositionen verbindet Powell Elemente des Jazz und der Improvisationsmusik mit Konzepten und Techniken der Neuen Musik. Er erhielt u. a. Kompositionsaufträge für das Spoleto Festival, die Cleveland Chamber Symphony und die Concert Artist Guild. Seine Werke erschienen beim Verlag G. Schirmer und anderen namhaften amerikanischen Musikverlagen und wurden vielfach auf CD aufgenommen, etwa 1996 bei New World Records.
Als Posaunist ist er insbesondere im Bläserquintett Tone Road Ramblers  hervorgetreten, mit dem er zwei Alben (auch mit eigenen Kompositionen) einspielte. Seit 1976 war er regelmäßig Artist in Residence der MacDowell Colony, der Ragdale Foundation, der UCross Foundation und der Brush Creek Foundation for the Arts. Unter anderem erhielt er drei Stipendien des National Endowment for the Arts, den American Music Center Grant (1992) und mehrere Meet the Composer und ASCAP Awards. Mit seiner Komposition The Waterclown war er 2000 für einen Pulitzer-Preis nominiert.

## Weblink
- Website von Morgan Powell